# Bertrand des Baux (comte d'Avellino)
Pour les articles homonymes, voir Bertrand des Baux (homonymie).
Bertrand des Baux (en italien: Bertrando del Balzo ; 1235-1305) est un noble provençal du XIIIe siècle, membre de la maison des Baux, devenu comte d'Avellino en Italie.

## Biographie
Bertrand des Baux est le fils de Barral (1217-1270), seigneur des Baux-de-Provence, et de Sybille d'Anduze (1212-1280).
Seigneur du Fontaine, de Lagnes, de Cabrières, de Monteux, de Caromb et de Bédoin, coseigneur de Cavaillon, il accompagne en Italie le comte de Provence Charles d'Anjou, et se distingue à la bataille de Bénévent contre le roi Manfred de Sicile (1266). Pour sa bravoure et sa belle conduite dans la bataille, où il commandait dans le 1er corps, il reçoit en récompense le titre de comte d'Avelin.
Fixé en Italie, Bertrand des Baux devient la souche d'une nouvelle branche de la famille des Baux qui, une fois transplantée dans la région de Naples, se diffusa dans toute l'Italie méridionale, notamment en Pouilles (Andria, Tarente) et en Calabre (Squillace), avant de faire souche dans les Balkans (Durazzo, Achaïe) jusqu'en Orient. Les auteurs et les documents slaves leur donneront le nom de Balscha (lignée des princes Balschides), les chroniqueurs latins et italiens celui de Balsa ou Balza (del Balzo ?).

## Famille et descendance
De sa première épouse, Philippine, fille d'Aymard III de Poitiers, comte du Valentinois, Bertrand des Baux a deux fils connus :
- Raymond, seigneur des Baux, comte d'Avellino, sénéchal de Provence, régent de Naples et de Sicile ;
- Hugues, seigneur de Lauro, sénéchal du Piémont et vicaire général de Lombardie.

De sa seconde épouse, Agathe, fille du seigneur Raymond V de Mévouillon, il a cinq enfants connus :
- Barral, seigneur de Loreto ;
- Agout, seigneur de Caromb, sénéchal de Beaucaire, Nîmes, Toulouse et Albi, capitaine général en Languedoc ;
- Sibylle, morte en 1360, épouse d'Aymar V de Poitiers, comte de Valentinois ;
- Béatrice, épouse de Guigues de Viennois (mort en 1319), fils de Humbert, baron de la Tour-du-Pin et dauphin de Viennois ;
- Cécile Rascasse, morte en 1342, dame de Caromb, Beaumes-de-Venise, Bédoin, Entraigues, Loriol et Mormoiron ; épouse de Raymond-Guillaume de Clermont-Lodève, seigneur de Budos.